# Nissan Hypermini
La Nissan Hypermini è un'automobile a propulsione elettrica sviluppata dalla casa automobilistica giapponese Nissan Motor nei tardi anni novanta. Caratterizzata dalle forme compatte, con abitacolo a due soli posti a sedere, venne commercializzata sul mercato nazionale e di alcuni paesi americani tra il 1999 e il 2001.

## Storia del progetto
Nel 1997 ne viene presentato al salone dell'automobile di Tokyo il prototipo, leggermente diverso dalla versione definitiva che venne successivamente prodotta in poco più di 200 esemplari.
Il motore elettrico, ricaricabile attraverso una presa nascosta dal logo anteriore, erogava 24 kW e faceva raggiungere all'auto una velocità massima di 115 km/h.
Venne sostituita dalla Nissan Leaf.